# Ло (река)
 Тази статия е за реката във Франция.  За департамента вижте Лот (департамент).  
Ло (на френски: Lot) е река в Южна Франция (департаменти Лозер, Аверон, Ло и Ло и Гарона), десен приток на Гарона. Дължина 485 km, площ на водосборния басейн 11 254 km².

## Географска характеристика
Река Ло води началото си на 1285 m н.в., от южния склон на планината Маржерид (южната част на Централния френски масив), в източната част на департамента Лозер. До устието на десния си приток Трюйор тече в дълбока и тясна долина, като пресича южната част на Централния френски масив (ЦФМ), а след това тече през югозападните хълмисти райони на ЦФМ, като тук долината ѝ значително се разширява, течението се успокоява и образува множество меандри. След град Каор навлиза в източната част на Гаронската (Аквитанска) низина, където долината и още повече се разширява и изплитнява и Ло става сравнително голяма река. Влива се отдясно в река Гарона, на 28 m н.в., при град Етюйон, департамент Ло и Гарона
Водосборният басейн на Ло обхваща площ от 11 254 km², което представлява 20,1% от водосборния басейн на река Гарона. Речната мрежа на водосборния басейн на реката е едностранно развит с по-дълги и по-пълноводни десни (северни) притоци и по-къси и маловодни леви. На северозапад и юг водосборният басейн на Ло граничи с водосборните басейни на реките Дро и Тарн (десни притоци на Гарона), на север и североизток – с водосборните басейни на реките Дордон и Лоара (от басейна на Атлантическия океан), а на изток – с водосборния басейн на река Рона (от басейна на Средиземно море).
Река Ло има предимно дъждовно подхранване с ясно изразено зимно пълноводие, от декември до март, с максимум през януари и февруари и лятно маловодие (от юли до септември). Често явление са характерните епизодични прииждания в резултат на поройни дъждове във водосборния ѝ басейн, причиняващи понякога големи наводнения, когато нивото на водата се покачва до 3 – 5 m. Среден годишен отток в устието 180 m³/sec.

## Стопанско значение, селища
Ло има важно транспортно и иригационно значение. По време на пълноводие е плавателна за плиткогазещи речни съдове до устието на река Трюйор, а в долното течение част от водите ѝ се отклоняват за напояване на земеделските земи в Гаронската (Аквитанска) низина.
Долината на реката е гъсто заселена, като най-големите селища са градовете: Манд (департамент Лозер), Каор (департамент Ло), Вилньов сюр Ло (департамент Ло и Гарона).